# Marcel Miquel
Marcel Miquel (* 12. Dezember 1913 in Bédarieux; † 7. Februar 1994 in Cannes) war ein französischer Fußballspieler.

## Karriere
Miquel begann das Fußballspielen 1923 bei der US Bédarieux in seiner Heimatstadt. Diesem Verein blieb der Stürmer seine gesamte Jugend hindurch treu, bevor er 1932 mit 18 Jahren zum FC Sète wechselte. Sète zählte in diesem Jahr zu den insgesamt 20 Mitbegründern der Division 1, welche als landesweite erste Liga eingeführt wurde. In der neuen Spielklasse erwies sich Sète als eine der stärksten Mannschaften Frankreichs und konnte am Ende der Saison 1933/34 mit knappem Vorsprung den Meistertitel gewinnen. Marcel Miquel hatte damals keinen Stammplatz inne, war aber durch sechs Saisoneinsätze an dem Erfolg beteiligt. Neben dem Gewinn der Meisterschaft gelang auch der Einzug ins nationale Pokalendspiel 1934, in welchem Sète auf Olympique Marseille traf. Unter Mitwirkung Miquels konnte die Mannschaft nach einem frühen 0:1-Rückstand durch zwei Treffer von István Lukács die Partie drehen und damit auch den Pokal gewinnen. In der darauffolgenden Spielzeit 1934/35 wurde eine mögliche Titelverteidigung in beiden Wettbewerben jedoch deutlich verpasst. 
1935 verließ der Stürmer Sète und schloss sich dem Ligarivalen AS Cannes an. Dies blieb für ihn nur eine Zwischenstation, da er 1936 erneut wechselte und bei Olympique Marseille unterschrieb. Dort war er in der Offensive mit den Nationalspielern Émile Zermani und Ignace Kowalczyk sowie den ebenfalls namhaften Mario Zatelli und Edmund Weiskopf erheblicher Konkurrenz ausgesetzt und konnte sich keinen festen Stammplatz erkämpfen. Insgesamt war er in elf Ligapartien Teil einer Mannschaft, die sich letztlich dank des besseren Torverhältnisses gegenüber dem FC Sochaux durchsetzen und so den Meistertitel des Jahres 1937 sichern konnte. Nach seinem zweiten Meistertitel verabschiedete sich Miquel allerdings aus der höchsten Spielklasse und fand im Zweitligisten OGC Nizza einen neuen Arbeitgeber. Für Nizza trat er an, bis 1939 der Zweite Weltkrieg zu Einstellung des regulären Spielbetriebs führte. Dies beendete die Profilaufbahn des damals 25 Jahre alten Spielers, der als Profi ausschließlich für an der französischen Mittelmeerküste beheimatete Klubs aktiv war.